# Spoorlijn Sélestat - Lesseux-Frapelle
De Spoorlijn Sélestat - Lesseux-Frapelle was een Franse spoorlijn van Sélestat naar Lesseux. De lijn was 31,4 km lang en heeft als lijnnummer 116 000.

## Geschiedenis
Het eerste gedeelte van de spoorlijn van Sélestat naar Sainte-Marie-aux-Mines werd door de Chemins de fer de l'Est geopend op 29 december 1864. Plannen om het massief van de Vogezen met een tunnel de doorkruisen werden eerst door de Frans-Duitse Oorlog en daarna door de Eerste Wereldoorlog doorkruist. Op 8 augustus 1937 werd het gedeelte tussen Sainte-Marie-aux-Mines en Lesseux-Frapelle uiteindelijk feestelijk geopend door de Administration des chemins de fer d'Alsace et de Lorraine.
Na een tijdelijke sluiting van de lijn in de Tweede Wereldoorlog bleef het treinverkeer nadien beperkt waardoor de tunnel voor spoorverkeer werd gesloten op 2 juni 1973, hierna werd de tunnel omgebouwd tot verkeerstunnel. Tussen Sélestat en Sainte-Marie-aux-Mines werd het reizigersverkeer opgeheven op 2 januari 1980.

## Aansluitingen
In de volgende plaatsen is of was er een aansluiting op de volgende spoorlijnen:
Sélestat
RFN 111 000, spoorlijn tussen Sélestat en Saverne
RFN 115 000, spoorlijn tussen Strasbourg-Ville en Saint-Louis
RFN 118 000, spoorlijn tussen Sélestat en Sundhouse
Val-de-Villé
RFN 117 000, spoorlijn tussen Val-de-Villé en Villé
Lesseux-Frapelle
RFN 110 000, spoorlijn tussen Strasbourg-Ville en Saint-Dié-des-Vosges

## Galerij

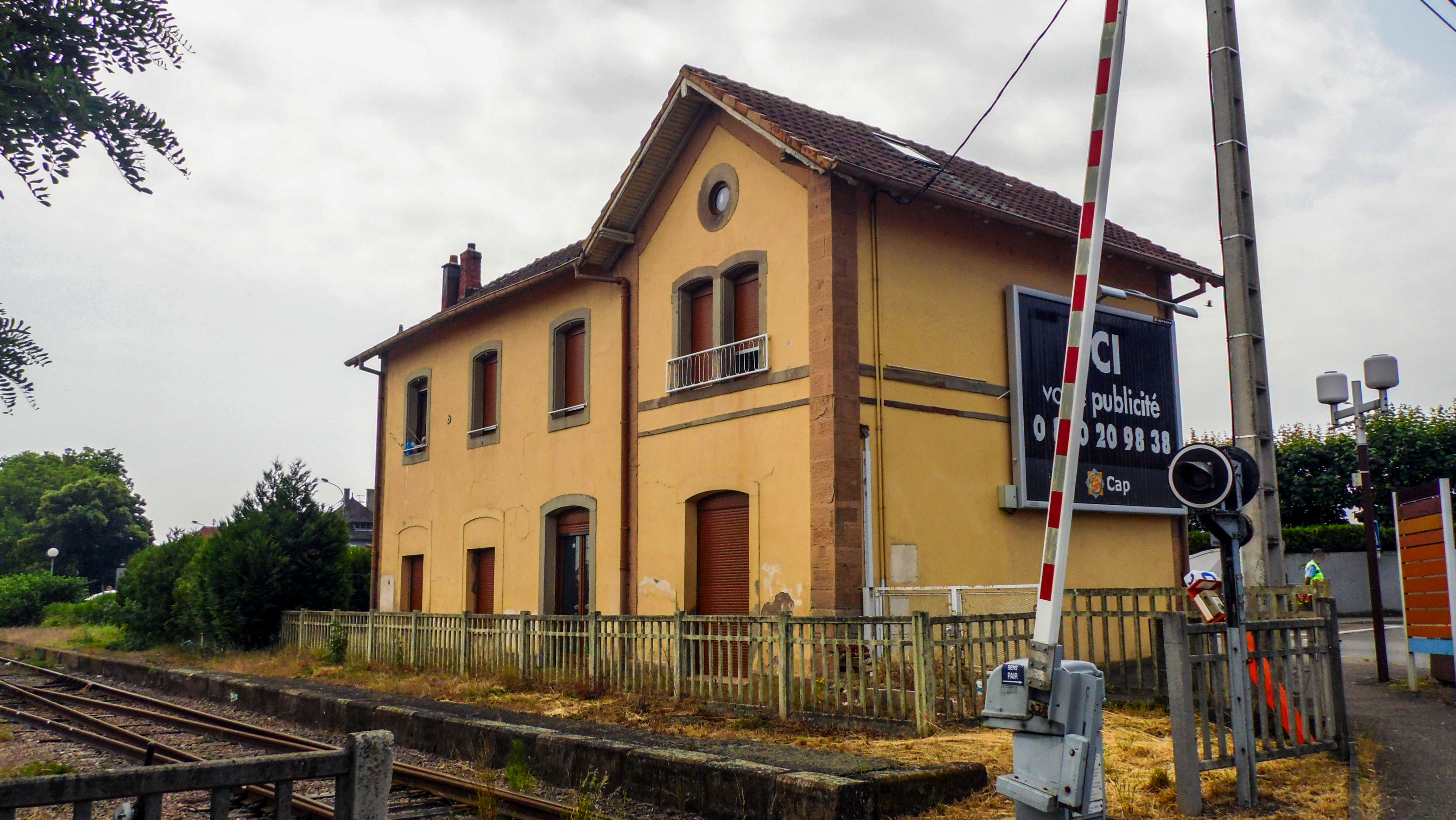
Station Chatenois